# Phlogothamnus lupias
Phlogothamnus lupias är en insektsart som beskrevs av Rauno E. Linnavuori 1969. Phlogothamnus lupias ingår i släktet Phlogothamnus och familjen dvärgstritar. Inga underarter finns listade i Catalogue of Life.